# 长果花楸
长果花楸（学名：Sorbus zahlbruckneri）是蔷薇科花楸属的植物，是中国的特有植物。分布于中国大陆的贵州、四川、广西、湖北等地，生长于海拔1,300米至2,000米的地区，常生于山坡、山谷以及密林中，目前尚未由人工引种栽培。